# Saurimonda de Navata
Saurimonda fou una donzella que va viure durant l'Edat Mitjana (va néixer al voltant del 1178) a Navata. Segons s'explica, estava casada amb Raimon del castell de Rosselló i fou la dama del trobador Guillem de Cabestany. Una de les versions de la llegenda del cor menjat conta que a la vila de Navata hi havia una donzella anomenada Saurimonda (o Esclarimonda, en altres versions), que va contraure matrimoni amb Raimon, del castell de Rosselló. Sembla que quan el seu marit s'absentava la dama mantenia relacions amoroses amb el trobador Guillem de Cabestany. El cavaller, al cap de poc temps, va sospitar que la seva dona li era infidel. Ordenà als seus servents que la vigilessin i li expliquessin el que feia la seva dona mentre ell era fora. No trigà gaire a confirmar les seves sospites. Llavors va planejar una cruel venjança.
En una ocasió que fou convidat a una cacera d'un amic seu, hi va acudir amb la seva dona. Quan la cacera va acabar, varen ser convidats a la taula d'aquell amic. Raimon va dir a la seva esposa: «Ara menjaràs un plat molt saborós, el cor d'un senglar al qual jo mateix he donat caça.»
El plat anunciat no era altre que el cor de Guillem de Cabestany, a qui el mateix marit havia donat mort. En saber-ho, a Saurimonda li agafà una gran desesperació, es precipità cap a la finestra que hi havia al menjador del castell, es llançà al buit i morí esclafada contra les pedres.